# El Omrane supérieur (délégation)
El Omrane supérieur (arabe : العمران الأعلى) est une délégation tunisienne dépendant du gouvernorat de Tunis.
En 2004, elle compte 62 138 habitants dont 32 303 hommes et 29 835 femmes répartis dans 14 944 ménages et 15 679 logements.

## Géographie
Elle est délimitée par la municipalité de l'Ariana au nord, la délégation d'El Omrane au sud, la délégation d'El Menzah à l'est et la délégation d'Ettahrir à l'ouest.
Elle comporte un certain nombre de quartiers dont :
| Quartier             | Code postal |
| -------------------- | ----------- |
| Cité El Intilaka     | 1064        |
| Cité Ibn-Khaldoun I  | 2062        |
| Cité Ibn-Khaldoun VI | 2062        |
| El Nassim            | 1064        |
| El Omrane supérieur  | 1091        |
| Rommana              | 1068        |

## Éducation

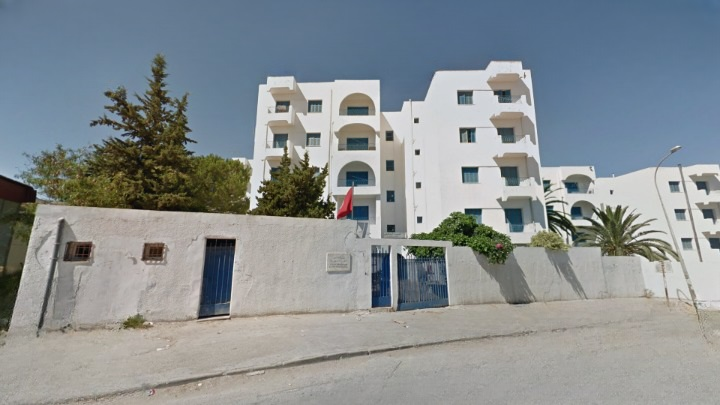
Foyer universitaire Omrane Supérieur II.

On y trouve un complexe de six foyers universitaires publics, un grand restaurant universitaire et un nombre important de foyers privés. La capacité des foyers publics est de 16 000 étudiants, l'équivalent de 20 % de la totalité des habitants de la cité El Omrane supérieur, :
- Foyer universitaire Omrane Supérieur I (Cité El Omrane supérieur) ;
- Foyer universitaire Omrane Supérieur II (Cité El Omrane supérieur) ;
- Foyer universitaire Omrane Supérieur III (Cité El Omrane supérieur) ;
- Foyer universitaire Omrane Supérieur IV (Cité El Omrane supérieur) ;
- Foyer universitaire Ibn-Khaldoun (Cité Ibn-Khaldoun) ;
- Foyer universitaire El Yasmine (Cité Ibn-Khaldoun).

## Économie
Le nombre d'entreprises privées a évolué dans la délégation pour atteindre 4 286 entreprises en 2019.
| Année | Nombre d'entreprises privées |
| ----- | ---------------------------- |
| 2003  | 2 934                        |
| 2004  | 3 229                        |
| 2005  | 3 411                        |
| 2006  | 3 550                        |
| 2007  | 3 697                        |
| 2008  | 3 766                        |
| 2009  | 3 887                        |
| 2010  | 4 075                        |
| 2011  | 3 472                        |
| 2012  | 3 625                        |
| 2013  | 3 780                        |
| 2014  | 3 878                        |
| 2015  | 4 039                        |
| 2016  | 4 248                        |
| 2017  | 4 387                        |
| 2018  | 4 113                        |
| 2019  | 4 286                        |

## Transports
El Omrane supérieur est accessible par le métro léger de Tunis, respectivement la ligne 3 (station Ibn-Khaldoun) depuis le 25 juillet 1990 et la ligne 5 (station El Omrane supérieur) depuis le 7 novembre 1992.
La délégation d'El Omrane supérieur est desservie par plusieurs lignes de bus, avec les terminus des lignes 78, 14A, 14C, 14CG, 38B et 38C,, mais aussi par des lignes de bus réservées aux étudiants et reliant les foyers universitaires à plusieurs établissements tels que les campus d'El Manar et de La Manouba, l'ISET Charguia, etc.
Deux types de titres de transport sont disponibles sur ces lignes, couvrant une seule section (0,320 dinar, marqué par un seul point) ou deux sections (0,470 dinars, marqué par deux points).

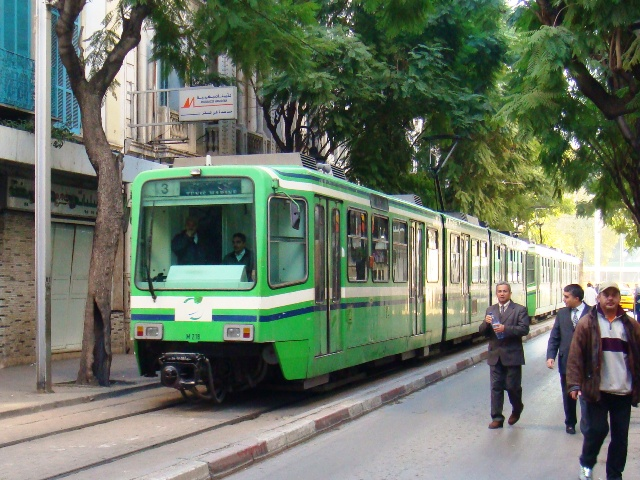
Ligne 3 du métro léger.
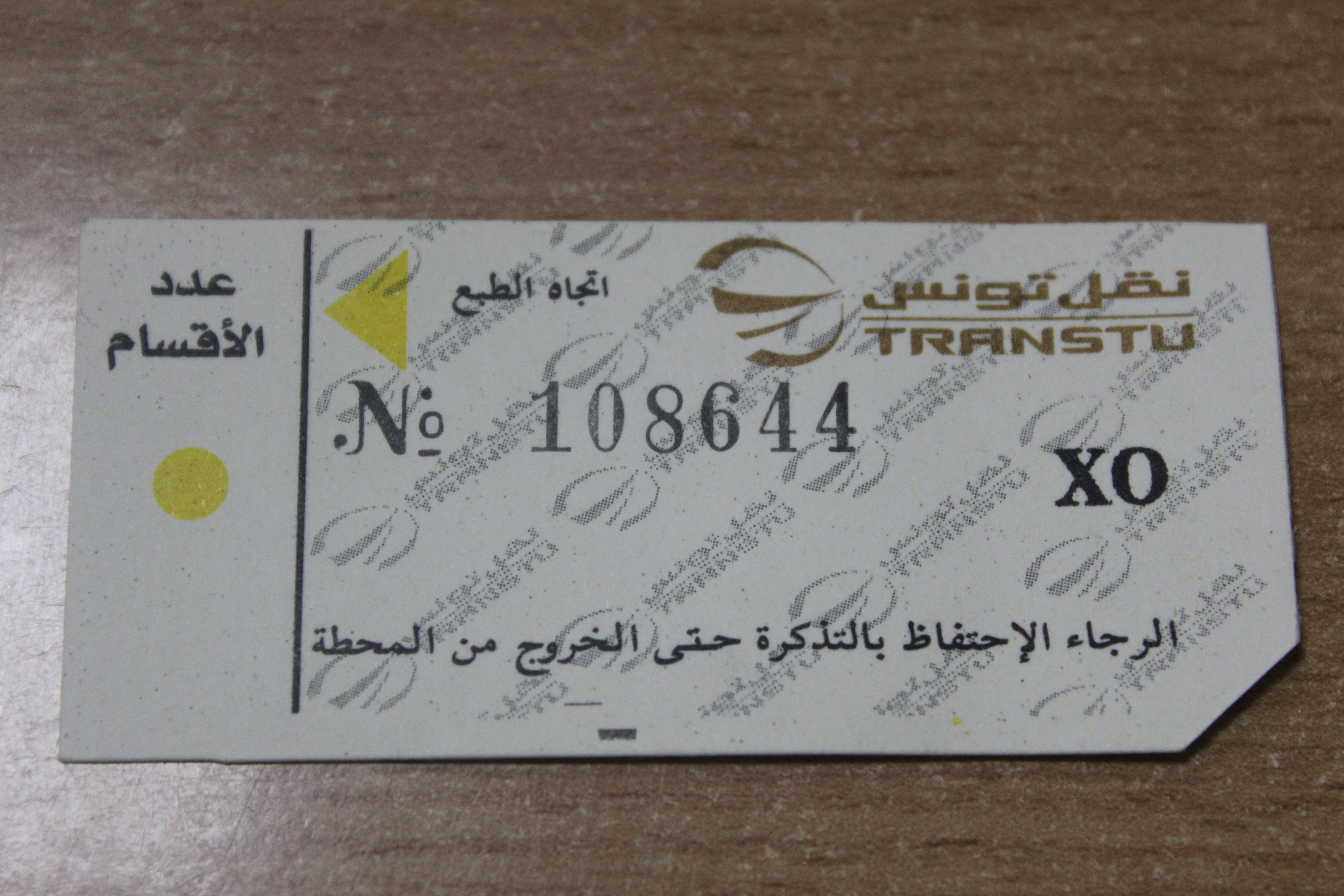
Titre de transport (bus et métro léger) couvrant une section.